# Saccolabium sigmoideum
Saccolabium sigmoideum är en orkidéart som beskrevs av Johannes Jacobus Smith. Saccolabium sigmoideum ingår i släktet Saccolabium och familjen orkidéer. Inga underarter finns listade i Catalogue of Life.